# Aldious
Le Aldious sono un gruppo musicale power metal giapponese al femminile formatosi a Osaka nel 2008.

## Storia delle Aldious
Hanno pubblicato un EP, tre album e un live in DVD. Sono sotto contratto dal 2010 con la casa discografica BrightStar. I loro primi due singoli Defended Desire e Mermaid sono stati invece prodotti dalla Wint.
Nel 2012 hanno un pubblicato un DVD con l'esibizione live tenutasi a Shibuya l'anno precedente.
La cantante Re:NO ha sostituito Rami che ha fatto parte della band dal 2008 al 2012.

## Formazione
- Re:NO (Rino Nikaidou) – voce
- Yoshi – chitarre
- Toki - tastiere
- Sawa – basso
- Aruto – batteria
- Marina Bozzio Batteria

## Discografia

### EP
- 2009 - Dear Slave
- 2017 - We Are
- 2018 - ALL BROSE

### Album in studio
- 2010 - Deep Exceed
- 2011 - Determination
- 2013 - District Zero
- 2014 - Dazed and Delight
- 2015 - Radiant A
- 2017 - Unlimited Diffusion

## Album dal vivo
- 2012 - Determination Tour 2011

### Singoli
- 2010 - Defended Desire
- 2011 - Mermaid
- 2012 - White Crow
- 2013 - Dominator/I Don't Like Me
- 2014 - Other World
- 2015 - die for you/Dearly/Believe Myself
- 2016 - Female Warrior/Nostalgic (ノスタルジック)/fragile